# Schizocosa parricida
Schizocosa parricida är en spindelart som först beskrevs av Karsch 1881.  Schizocosa parricida ingår i släktet Schizocosa och familjen vargspindlar. Inga underarter finns listade i Catalogue of Life.